# Libano ai XX Giochi olimpici invernali
Il Libano ha partecipato ai XX Giochi olimpici invernali di Torino, che si sono svolti dal 10 al 26 febbraio 2006, con una delegazione di tre atleti.

## Sci alpino
| Gara   | Atleta         | 1° manche | 2° manche | Tempo totale | Posizione |
| ------ | -------------- | --------- | --------- | ------------ | --------- |
| Slalom | George Salameh | 1'07"62   | 1'03"99   | 2'11"61      | 43        |

| Gara      | Atleta        | 1° manche  | 2° manche  | Tempo totale | Posizione |
| --------- | ------------- | ---------- | ---------- | ------------ | --------- |
| Slalom    | Chirine Njeim | 47"24      | 51"90      | 1'39"14      | 39        |
| Gigante   | Chirine Njeim | 1'06"80    | non finito |              |           |
| Super-g   | Chirine Njeim | 1'37"93    | 1'37"93    | 1'37"93      | 46        |
| Discesa   | Chirine Njeim | 2'02"86    | 2'02"86    | 2'02"86      | 34        |
| Combinata | Chirine Njeim | non finito |            |              |           |

## Skeleton
| Gara             | Atleta         | Manche 1 | Manche 2 | Totale  | Posizione |
| ---------------- | -------------- | -------- | -------- | ------- | --------- |
| Singolo maschile | Patrick Antaki | 1'03"01  | 1'01"43  | 2'04"44 | 27        |